# Maison forte du Fressinaud
La maison forte du Fressineau, aussi appelée le château du Fressinaud est située à Nouhant, en France.

## Localisation
La maison forte est située sur le territoire de la commune de Nouhant au lieu-dit le Fressinaud, dans le département de la Creuse, région Nouvelle-Aquitaine, en France.

## Historique
Exemple de maisons fortes à plan type de la France centrale au cours du XVe siècle. Ici, variante construite autour de 1450, à logis de plan rectangulaire, avec un étage renfermant deux salles séparées par un refend, un escalier à vis dans une tour centrale de façade hors-œuvre, quatre tours d'angles circulaires. Présence d'aménagements de confort (latrines). L'ensemble devait être complété par une enceinte et une cour de service /.
La maison forte est inscrite partiellement (façades et toitures) au titre des monuments historiques arrêté du 25 mars 2002.

## Pour approfondir